# Госейнабад (Зарандіє, 35°13′ пн.ш. 50°19′ сх.д.)
Госейнабад (перс. حسين اباد) — село в Ірані, у дегестані Хошкруд, у Центральному бахші, шахрестані Зарандіє остану Марказі. За даними перепису 2006 року, його населення становило 1688 осіб, що проживали у складі 392 сімей.

## Клімат
Середня річна температура становить 14,22 °C, середня максимальна – 32,78 °C, а середня мінімальна – -8,20 °C. Середня річна кількість опадів – 239 мм.
| Клімат поселення                              | Клімат поселення | Клімат поселення | Клімат поселення | Клімат поселення | Клімат поселення | Клімат поселення | Клімат поселення | Клімат поселення | Клімат поселення | Клімат поселення | Клімат поселення | Клімат поселення | Клімат поселення |
| Показник                                      | Січ.             | Лют.             | Бер.             | Квіт.            | Трав.            | Черв.            | Лип.             | Серп.            | Вер.             | Жовт.            | Лист.            | Груд.            |                  |
| Середній максимум, °C                         | 8,80             | 10,93            | 16,22            | 22,57            | 27,36            | 32,22            | 32,78            | 31,69            | 27,84            | 21,93            | 15,10            | 8,85             |                  |
| Середня температура, °C                       | 0,30             | 2,44             | 7,73             | 14,08            | 18,86            | 23,71            | 27,00            | 25,90            | 22,06            | 16,14            | 9,32             | 3,07             |                  |
| Середній мінімум, °C                          | −8,2             | −6,07            | −0,78            | 5,57             | 10,37            | 15,21            | 21,21            | 20,13            | 16,27            | 10,36            | 3,54             | −2,71            |                  |
| Норма опадів, мм                              | 33               | 33               | 45               | 32               | 24               | 4                | 1                | 1                | 0                | 12               | 21               | 33               |                  |
| Середньомісячна швидкість вітру, м/с          | 1.33             | 2.02             | 3.04             | 3.15             | 2.84             | 2.72             | 2.76             | 2.60             | 2.37             | 2.29             | 1.96             | 1.36             |                  |
| Середньомісячна сонячна радіація, кДж/м²·день | 9109             | 12017            | 14411            | 18028            | 22053            | 26122            | 25835            | 23585            | 20015            | 14675            | 10788            | 8745             |                  |
| --------------------------------------------- | ---------------- | ---------------- | ---------------- | ---------------- | ---------------- | ---------------- | ---------------- | ---------------- | ---------------- | ---------------- | ---------------- | ---------------- | ---------------- |
| Джерело:                                      |                  |                  |                  |                  |                  |                  |                  |                  |                  |                  |                  |                  |                  |